# Damjan Daničić
Damjan Daničić (Zagreb, 24. siječnja 2000.) srbijanski je nogometaš koji igra na poziciji lijevog beka. Trenutačno igra za azerbajdžanski klub Sumgait.

## Klupska karijera

#### Voždovac
Daničić je bio mlada nada Crvene zvezde čiju je akademiju napustio 2019. godine te tada potpisao za Voždovac. U Superligi Srbije debitirao je 27. srpnja 2019. godine protiv Proletera iz Novog Sada s kojim je Voždovac igraom 2:2. Tri mjeseca kasnije, 9. listopada, debitirao je u Kupu Srbije protiv Teleoptika iz Zemuna. Teleoptik je dobio utakmicu na penale s 8:7. U prvom dijelu sezone nastupao je sedam puta za Voždovac.

#### Dinamo Zagreb
Zbog konkurencije Stefana Hajdina na poziciji lijevog beka, Daničić nije mnogo igrao u dresu Voždovca, stoga je 22. siječnja 2020. godine besplatno prešao u redove zagrebačkog Dinama čiju je akademiju pohađao njegov otac za vrijeme trenera Otta Barića. Time je postao drugi srpski nogometaš u Dinamu od samostalnosti Hrvatske, nakon Komnena Andrića. Transfer je izazvao manje kontroverze u Srbiji zbog rivalstva između Dinama i Daničićevog bivšeg kluba Crvene zvezde.
Za Dinamo je debitirao 27. siječnja 2020. godine u utakmici Internacionalnog kupa Premier lige protiv omladinske momčadi Leicester Cityja koju je Leicester dobio 2:1. U 2. HNL debitirao je za Dinamo Zagreb II 22. veljače u utakmici protiv Orijenta 1919 koja je završila 2:2. Zoran Mamić, trener Dinamove prve momčadi, dao je Daničiću prvu priliku za igranje u prvoj momčadi 18. srpnja protiv Istre u 1. HNL. To je ujedno bio i prvi Daničićev nastup u 1. HNL.
Dana 19. listopada 2020. odlazi na posudbu u Varaždin do 18. siječnja 2021. godine. Za Varaždin je debitirao 23. listopada 2020. godine u 2:1 porazu od Slaven Belupa.
Svoj prvi gol za drugu momčad Dinama ostvario je 12. travnja 2021. kada je Dinamo II pobijedio Orijent 1919 3:1. Dana 5. svibnja postigao je svoj drugi gol za drugu momčad i to protiv Hrvatskog dragovoljca koji je poražen 2:0.
Od lipnja 2021. do siječnja 2022. bio je posuđen Istri 1961. Za Istru 1961 debitirao je 25. srpnja u utakmici 1. HNL u kojoj je Rijeka pobijedila 2:0. Za Istru 1961 odigrao je 12 prvoligaških utakmica. Jedinu utakmicu za Istru 1961 u Hrvatskom nogometnom kupu odigrao je 21. rujna kada je Vuteks-Sloga iz Vukovara poražena 0:3.
Ostatak sezone 2021./22. proveo je igrajući za Dinamo Zagreb II.

### Sumgait
Dana 16. srpnja 2022. prešao je iz Dinama u azerbajdžanski klub Sumgait. Za novi klub debitirao je 7. kolovoza u ligaškoj utakmici u kojoj je Sabah pobijedio 3:0. U kupu je debitirao 23. studenog kada je Sumgait izgubio 1:0 od Kapaza.

### Voždovac
U zimskom prijelaznom roku 2022./23. prešao je iz Sumgaita u Voždovac, klub u kojem je započeo svoju seniorsku karijeru. Za Voždovac je ponovno debitirao 4. veljače 2023. kada je  Radnički iz Kragujevca u Superligi poražen s minimalnih 0:1.

## Reprezentativna karijera
Daničić je rođen u Zagrebu, a roditelji su mu Srbi. Daničić posjeduje hrvatsko i srpsko državljanstvo, stoga može nastupati za hrvatske i srpske nogometne reprezentacije.
Daničić se našao na popisu srpske nogometne reprezentacije do 21 godine 29. rujna 2020. kada ga je Ilija Stolica pozvao da nastupa u kvalifikacijskim utakmicama za Europsko prvenstvo do 21 godine protiv Poljske i Estonije. Za Srbiju do 21 godinu debitirao je 13. listopada protiv Estonije bez golova.

## Priznanja

### Klupska
Dinamo Zagreb
- 1. HNL (1): 2019./20.